# ريو كاغاوا
ريو كاغاوا (باليابانية: 加川良) هو مغن مؤلف ياباني، ولد في 21 نوفمبر 1947 في هيكونا في اليابان، وتوفي في 5 أبريل 2017 في طوكيو في اليابان بسبب ابيضاض الدم.

## وصلات خارجية
- الموقع الرسمي
- ريو كاغاوا على موقع ميوزك برينز (الإنجليزية)
- ريو كاغاوا على موقع ديسكوغز (الإنجليزية)